# آنا سانتوس آرامبورو
آنا سانتوس آرامبورو (متولد ۱۹۵۷) کتابدار اسپانیایی است که از فوریه ۲۰۱۳ مدیر کتابخانه ملی اسپانیا می‌باشد.

## زندگی
آنا سانتوس آرابورو در سال ۱۹۵۷ در ساراگوسا به دنیا آمد. او دارای مدرک کارشناسی در جغرافیا و تاریخ از دانشگاه ساراگوسا است (که به عنوان دانشجوی ممتاز دانشکده فلسفه و ادبیات در ۲۶ آوریل ۲۰۱۲ شناخته شد) و دیپلمی در علوم کتابداری و مستندسازی از مرکز مطالعات مستند وزارت فرهنگ دارد. پایان‌نامه او تحت عنوان «مستندسازی هنری در آرشیو پروتکل‌های سردفتری ساراگوسا در قرن هفدهم» بود. در سال ۱۹۸۲، او کار خود را در دانشگاه کمپلوتنسه مادرید آغاز کرد، جایی که بخش عمده‌ای از حرفه‌اش را به مدت ۲۵ سال توسعه داد. بین سال‌های ۱۹۸۷ تا ۱۹۹۱، او در کتابخانه دانشکده اقتصاد و علوم تجاری کار کرد و به عنوان معاون مدیر آنجا خدمت کرد. بین سال‌های ۱۹۹۳ تا ۲۰۰۱، او سمت معاونت مدیر کتابخانه دانشگاه کامپلوتنسه را بر عهده داشت و مسئول اجرای برنامه مدیریت کامپیوتری و ادغام خدمات جدید برای دسترسی به اطلاعات علمی از طریق شبکه بود.
ن اکتبر ۲۰۰۳ و مارس ۲۰۰۷، او مدیر کتابخانه تاریخی مارکیز والدسیلا بود که به عنوان نگهدارنده میراث کتابشناسی دانشگاه کامپلوتنسه عمل می‌کرد. او همچنین به عنوان مدیر کل کتابخانه‌ها و آرشیوهای شهرداری مادرید و مدیر اقدام فرهنگی کتابخانه ملی (۲۰۰۳–۲۰۰۷) خدمت کرده است.

## مدیر کتابخانه ملی اسپانیا
وزارت آموزش، فرهنگ و ورزش سانتوس را برای جانشینی گلوریا پرز-سالمرون به عنوان رئیس کتابخانه ملی اسپانیا معرفی کرد. پس از این معرفی، سانتوس در راه‌اندازی سپرده‌گذاری قانونی دیجیتال مشارکت داشت.
از آوریل ۲۰۰۹ و به منظور حفاظت از آن، کتابخانه ملی اسپانیا نسخه‌هایی از اسناد وب تحت دامنه اینترنتی .es را بر اساس توافقی با Internet Archive نگهداری کرده بود. تحت رهبری آنا سانتوس، این اطلاعات به سرورهای خود کتابخانه ملی منتقل می‌شود و هدف از آن افزایش ظرفیت برای حفاظت از ویدیوهای دیجیتال تعیین می‌شود.
در آوریل ۲۰۱۴، او بر روی تصویب یک قطعنامه کار کرد که به موجب آن عنوان «کتابدار افتخاری» به حرفه‌ای‌هایی که در خدمات خود به این مؤسسه برجسته بودند اعطا می‌شد. در ژوئیه ۲۰۱۴، او در قانون‌گذاری مربوط به کتابخانه ملی اسپانیا مشارکت کرد که به کتابخانه استقلال بیشتری می‌بخشید و وضعیت مشابهی با موزه دل پرادو و مرکز هنرهای موزه ملی ملکه صوفیه به آن اعطا می‌کرد.
در ژوئیه ۲۰۱۵، قانون سپرده‌گذاری قانونی برای انتشارات آنلاین تصویب شد که مسئولیت حفظ میراث فرهنگی آنلاین را به مراکز نگهداری، مانند کتابخانه ملی، واگذار می‌کند. در چندین مورد، آنا سانتوس به بازنگری نقش کتابخانه‌ها در محیط دیجیتال کنونی، باز بودن به سوی شهروندان و ارائه خدمات توسط کارکنان خود تأکید کرده است.
در ۲۰۱۶، همچنین اساسنامه مؤسسه تصویب شد که ناشی از قانون ۱/۲۰۱۵ بود و هدف آن توسعه محتوای کتابخانه و تضمین مأموریت آن بود. این مقررات جدید مؤسسه را به محیط دیجیتال سازگار کرده و ارکان مدیریتی مشترک، مانند هیئت امنا را با نمایندگی مهمی از جامعه مدنی به رسمیت می‌شناسد.

## ترویج دیجیتالی‌سازی
از دیگر تلاش‌های بزرگ تحت رهبری او شامل دیجیتالی‌سازی و باز استفاده از محتواها بوده است، که در پروژه‌هایی مانند BNELab تجلی یافته‌اند. این پروژه‌ها به دنبال فراهم کردن دسترسی به میراث فرهنگی اسپانیا برای همه و تشویق استفاده از منابع و بودجه‌های کتابخانه هستند.
سانتوس همچنین روز نویسندگان را ترویج کرده است، روزی که از سال ۲۰۱۶ به‌طور سالانه برگزار می‌شود تا برابری جنسیتی در فرهنگ و کار و مسیر نویسندگان را که در طول تاریخ بارها به حاشیه رانده شده‌اند، مورد توجه قرار دهد.

در مه ۲۰۲۳، او از قصد خود برای بازنشستگی خبر داد و بدین ترتیب روند انتخاب یک مدیر جدید آغاز شد. در نهایت، در فوریه ۲۰۲۴، پس از نزدیک به ۱۱ سال مدیریت کتابخانه ملی، وزارت فرهنگ به او بازنشستگی اعطا کرد و جانشین او، اسکار آرویو اورتگا، را منصوب کرد. 

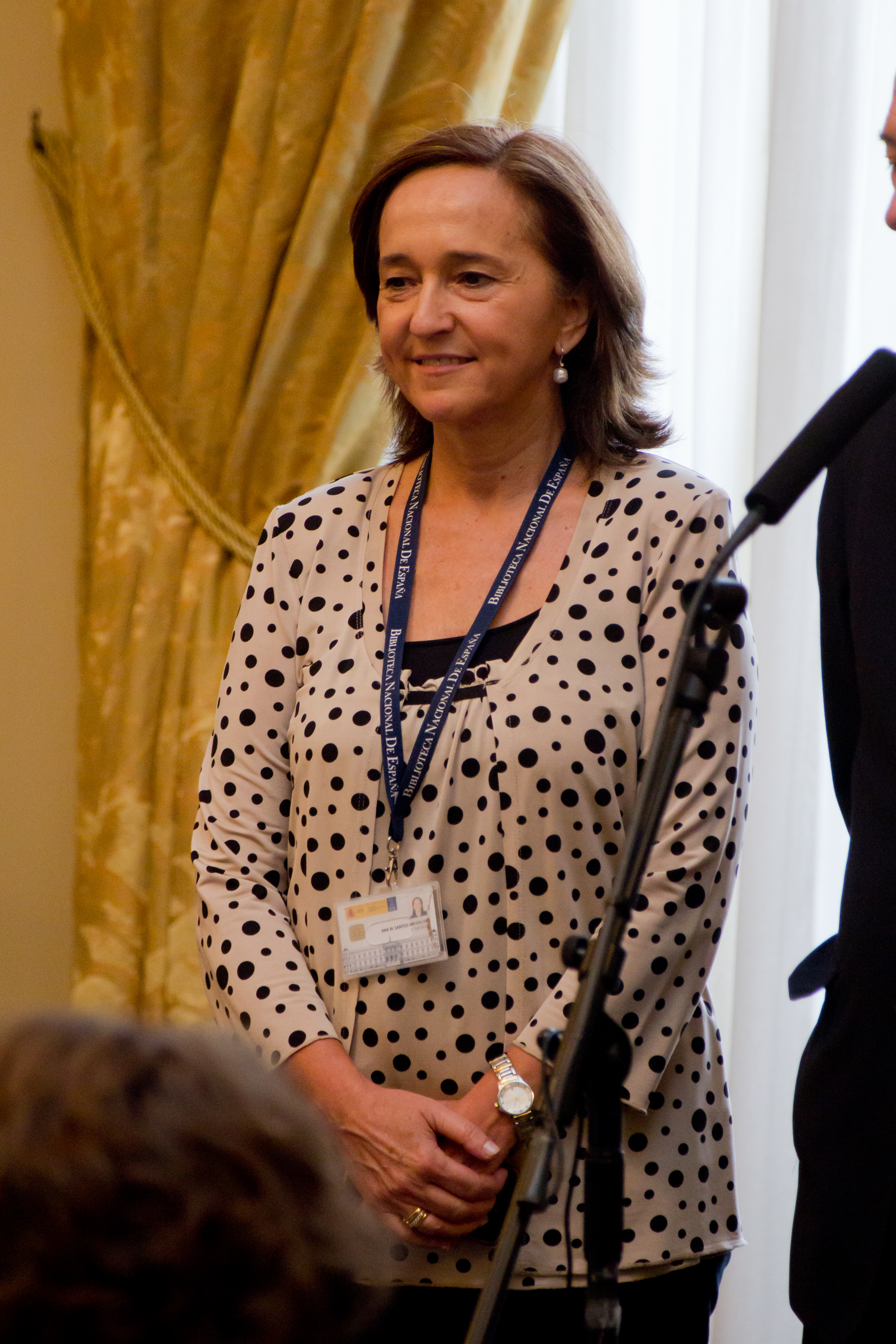
آنا سانتوس آرامبورو در طول ویکی ویرایش در مورد زبان و ادبیات اسپانیایی در مادرید، ۲۰۱۴.

## آثار برگزیده
- «خوانش: بسیار بیشتر از یک کسب و کار». Informe Omniprom: ۵۳–۵۸. ۲۰۱۳.
- «آرشیو وب اسپانیا». Revista Trama y Texturas (۲۲): ۱۰۱–۱۱۰. دسامبر ۲۰۱۳.
- «یک خواننده کتاب‌های شوالیه»: کاندسای Campo de Alange". Amadis de Gaula: ۵۰۰ سال کتاب‌های شوالیه. کاتالوگ نمایشگاه برگزار شده در کتابخانه ملی اسپانیا (مادرید: BNE). ۲۰۰۸.
- «مجموعه کتاب‌های شوالیه کاندسای» Campo de Alange". Pliegos de Bibliofilia: ۳–۱۶. ۲۰۰۴.
- «مآخذ کتابخانه تاریخی دانشگاه کامپلوتنسه: یک بررسی اولیه». La Memoria de los libros. مطالعاتی دربارهٔ مطالعه نوشته و خواندن در اروپا و آمریکا (سالامانکا: Instituto de Historia del Libro y de la Lectura). ۲۰۰۴.
- «مجموعه کتاب‌های اولیه کتابخانه تاریخی دانشگاه کامپلوتنسه». [ویرایش فاکسیمیلر از ویرایش سگویا، خوان پاریس، ۱۴۷۲]. Andrés Escobar: Modus Confitendi (سگویا). ۲۰۰۴.
- «کتابخانه تاریخی دانشگاه کامپلوتنسه». CLIP (۴۰). ۲۰۰۳.
- «بخشی از بورخا، پدرو د مونکایو و ویرایش‌های مختلف «گل چند رمان» او». Cuadernos de Estudios Borjanos (CSIC, Institución Fernando el Católico (در چاپ)).
- «پدر فلورز و کتابخانه تاریخی دانشگاه کامپلوتنسه». مادرید: Biblioteca Histórica. ۲۰۰۳.
- «موعظه‌ها و دعاهای جنز برای کاردینال سیسنیرو در کتابخانه تاریخی دانشگاه کامپلوتنسه». مادرید: Biblioteca Histórica. ۲۰۰۳.
- «سور ماریانا سالنت، شاعر کلیسایی قرن ۱۷». Cuadernos de Estudios Borjanos (CSIC, Institución Fernando el Católico). سه‌ماهه سوم ۲۰۰۲.
- «خدمات کتابخانه‌ای: سنت و مدرنیته». Actas XII Jornadas de la Asociación Andaluza de Bibliotecarios (سویا). ۲۰۰۰.
- «تأثیر فناوری‌های جدید بر کتابخانه دانشگاهی. دومین همایش مدیریت اداری UCM. سخنرانی‌ها و نتایج حوزه کتابخانه». Documentos de Trabajo de la Biblioteca de la Universidad Complutense، ۹۴/۴.
- «تبدیل بازگشتی: روش‌ها و پیشنهادهای قابلیت اجرایی». Tratado básico de Biblioteconomía (انتشارات کامپلوتنسه). ۱۹۹۵.
- «اینترنت و کتابخانه‌های دانشگاهی». Actas de II Congreso de la Asociación de usuarios de INTERNET (مادرید). ۱۹۹۷.
- «خدمات پردازش فنی در برابر ذخیره‌سازی انبوه رکوردها در شبکه‌های محلی». Congreso sobre el CD-ROM en red (دانشگاه Cádiz). ۱۹۹۵.